# Villa veneta

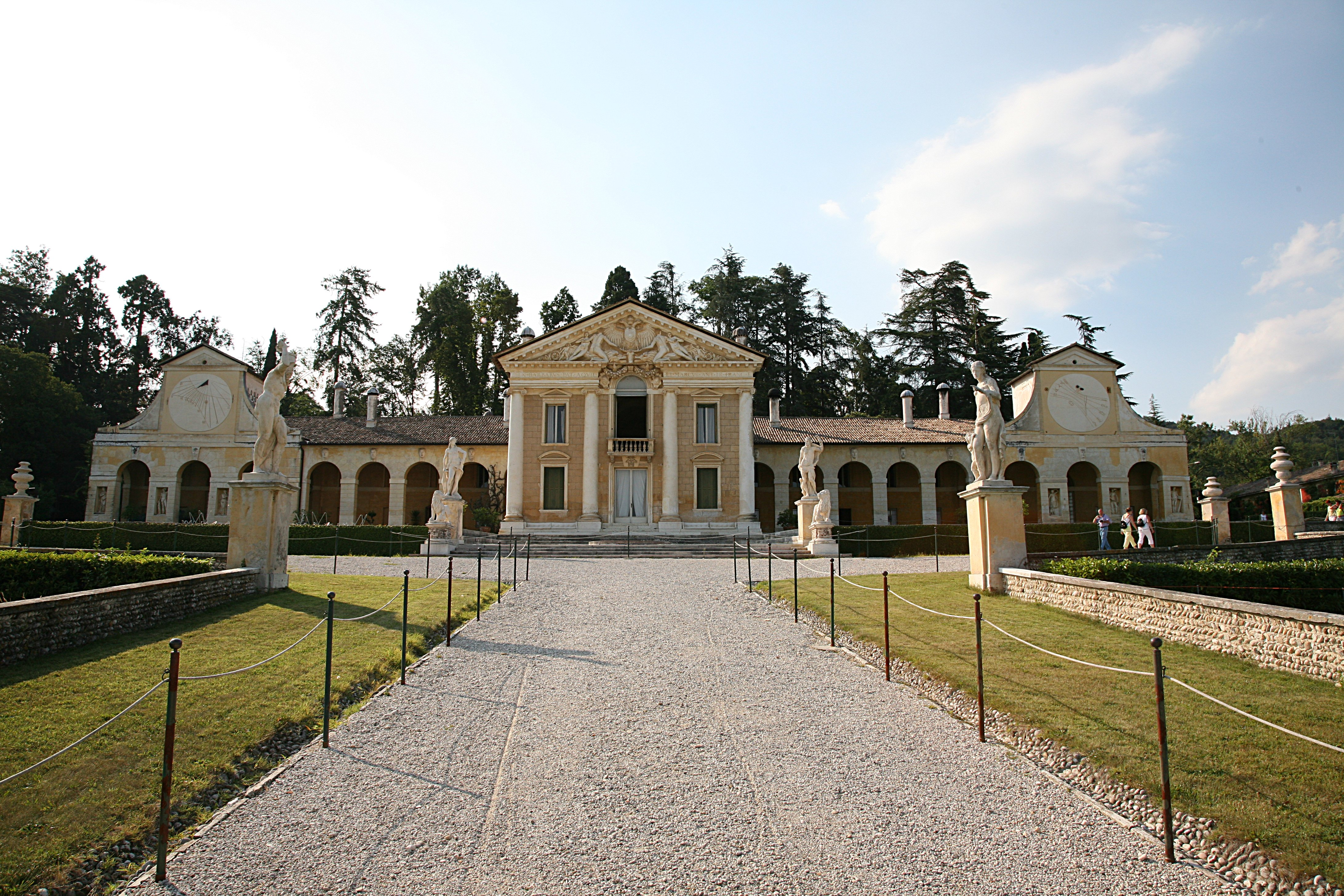
La villa Barbaro dite villa Volpi d'Andrea Palladio à Maser.

Une villa veneta est une résidence de campagne construite, de la fin du XVe siècle à la fin du XVIIIe siècle, pour la noblesse et la haute bourgeoisie de la Sérénissime, dans les territoires gouvernés par la république de Venise, dans les régions actuelles de Vénétie et Frioul-Vénétie Julienne.  Nombre de ville venete, dues à l'architecte Andrea Palladio, sont appelés désormais en français villas palladiennes.

## Origines

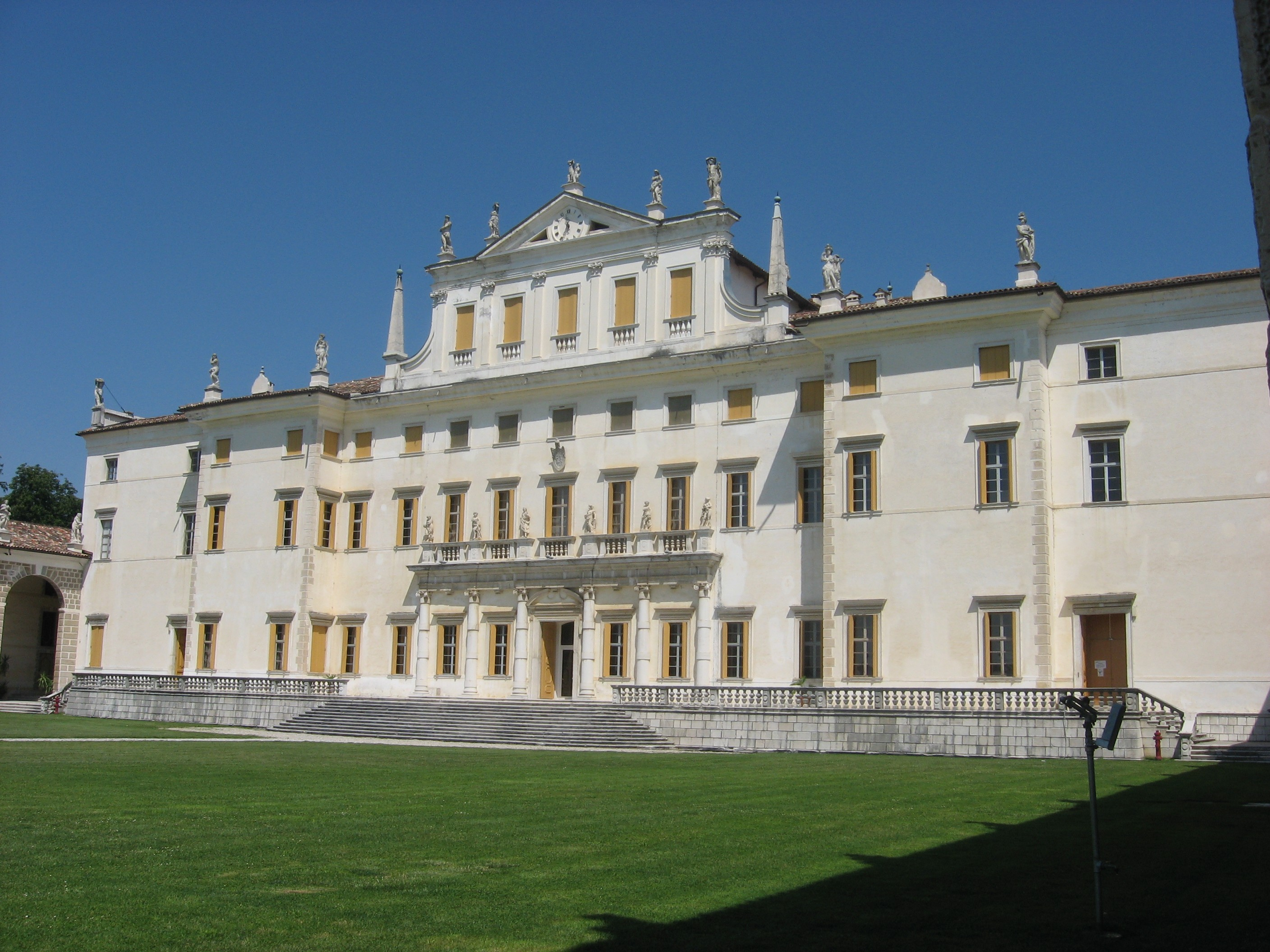
La villa Manin de Domenico Rossi à Passariano.

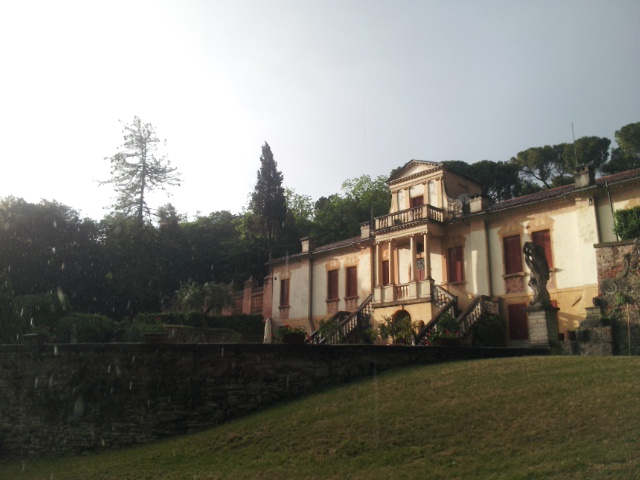
La villa Contarini, sous la pluie.

La découverte de l'Amérique en 1492 détourna l'axe commercial de Venise en Orient. Ce fut le début de la crise des marchés maritimes. L'oligarchie des nobles vénétiens déplaça alors son intérêt économique et social sur la terraferma, s'ouvrant, avec un intérêt toujours plus grand, à l'économie agricole, opérant ainsi sa reconversion. Après les premiers rapports difficiles avec la noblesse des cités de la Vénétie frioulane (Trévise, Padoue, Vérone, Feltre, Udine…) on arriva, grâce aux liens matrimoniaux et autres alliances, à une osmose d'intérêt tant de type économique qu'hédoniste.
L'économie rurale se développa fortement avec la bonification des terres grâce à la maîtrise du cours des fleuves (la Brenta et le Piave), à la mise en production de véritables exploitations agricoles, avec l'introduction du maïs (à la villa Emo de Fanzolo près de Vedelago) ou avec l'utilisation des vallées de pêche créées par la conterminazione lagunare (délimitation de la lagune) lors de la réalisation du nouveau canal de la Brenta.

## Caractéristiques
La structure type de la villa veneta est définie par son insertion au sein d'une grande propriété agricole. Au centre, le corps central (la villa proprement dite) était destiné aux propriétaires, à la représentation, à la villégiature estivale (elles étaient quasiment toutes dépourvues de système de chauffage hivernal). À proximité ou accolés se trouvent les barchesse (les communs) où s'organisaient le travail, les cuisines, les habitations des paysans, les étables et les annexes rurales.

## Le paysage dutriveneto
La mode de la villa veneta s'est propagée à un point tel que les familles nobles dépensèrent des sommes considérables pour construire ces villas estivales, utilisées seulement depuis la fête de Saint Antoine de Padoue (13 juin) jusqu'à la fin juillet ou parfois jusqu'aux vendanges. La diffusion de la culture de la villa dans les territoires de la Sérénissime, avec la réalisation semble-t-il de plus de cinq mille barchesse, marque encore aujourd'hui le territoire et le paysage du Triveneto.

### Sources
- (it) Cet article est partiellement ou en totalité issu de l’article de Wikipédia en italien intitulé « Villa veneta » (voir la liste des auteurs) dans sa version du 16 janvier 2008